# Horace Worth Vaughan

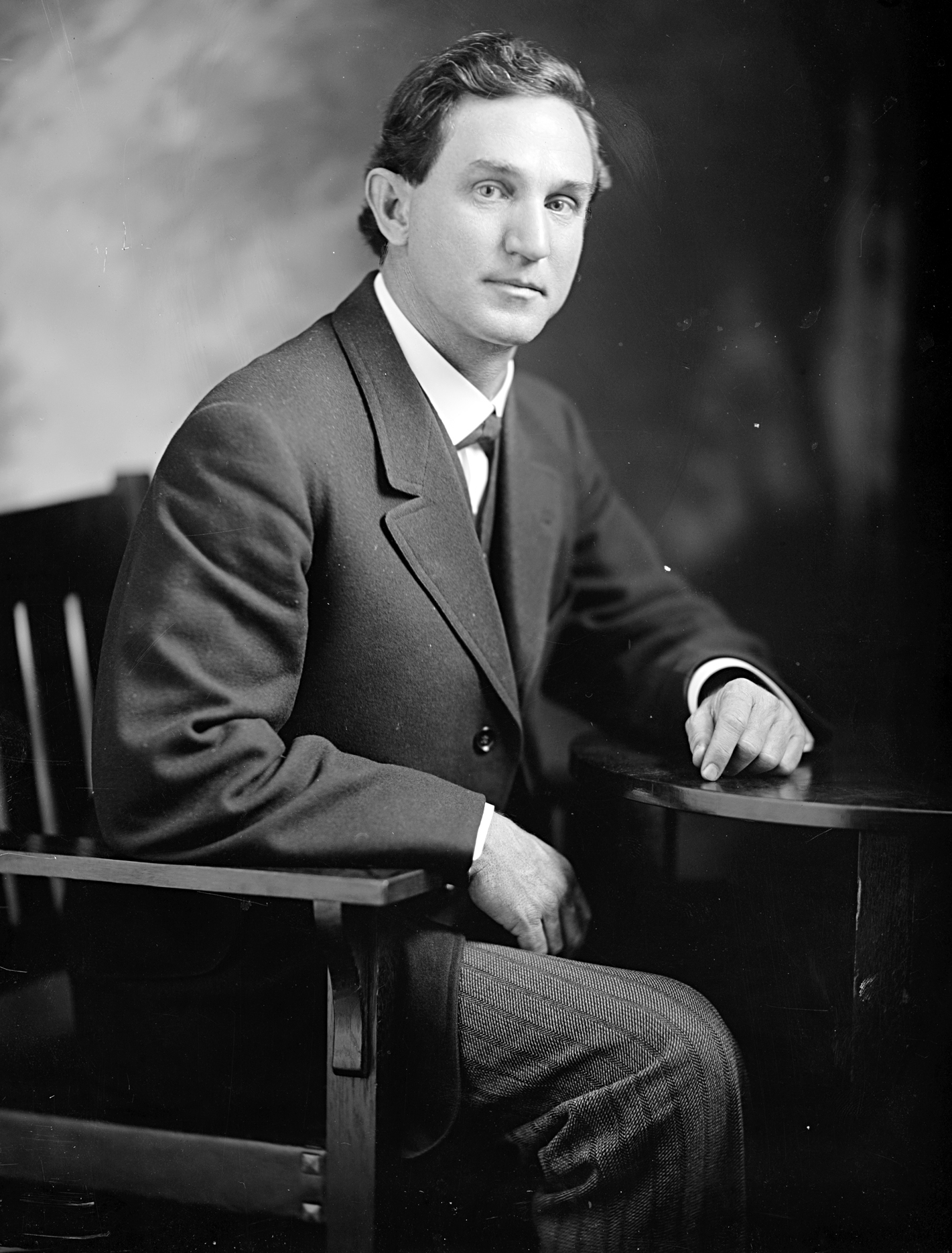
Horace Worth Vaughan

Horace Worth Vaughan (* 2. Dezember 1867 bei Jefferson, Texas; † 10. November 1922 in Honolulu, Hawaii) war ein US-amerikanischer Jurist und Politiker. Zwischen 1913 und 1915 vertrat er den Bundesstaat Texas im US-Repräsentantenhaus; später wurde er Bundesrichter.

## Werdegang
Horace Vaughan besuchte die öffentlichen Schulen in Linden. Nach einem anschließenden Jurastudium und seiner 1885 erfolgten Zulassung als Rechtsanwalt begann er in Texarkana in diesem Beruf zu arbeiten. Zwischen 1890 und 1898 war er juristischer Vertreter dieser Stadt; von 1898 bis 1910 war er in verschiedenen Bezirken von Texas als Staatsanwalt tätig. Gleichzeitig schlug er als Mitglied der Demokratischen Partei eine politische Laufbahn ein. Im Jahr 1910 wurde er in den Staatssenat gewählt. Bei den Kongresswahlen des Jahres 1912 wurde Vaughn im ersten Wahlbezirk von Texas in das US-Repräsentantenhaus in Washington, D.C. gewählt, wo er am 4. März 1913 die Nachfolge von Morris Sheppard antrat. Da er im Jahr 1914 nicht bestätigt wurde, konnte er bis zum 3. März 1915 nur eine Legislaturperiode im Kongress absolvieren.
Nach dem Ende seiner Zeit im US-Repräsentantenhaus wurde Horace Vaughan von Präsident Woodrow Wilson zum Bundesstaatsanwalt für Honolulu im Hawaii-Territorium ernannt. Dieses Amt bekleidete er zwischen Dezember 1915 und März 1916. Danach war er seit dem 15. Mai 1916 bis zum 4. April 1922 Richter am Bundesbezirksgericht für Hawaii. Am 10. November 1922 wurde Vaughan in seinem Haus in Honolulu mit einer tödlichen Schusswunde und einer Waffe neben sich aufgefunden. Die Behörden gingen von Selbstmord aus. Er war mit Pearl Lockett verheiratet, mit der er drei Kinder hatte.